# Qamaits
Qamaits é uma deusa guerreira, cultuada pela tribo Nuxálk (algumas vezes denominada "Bella Coola"), a qual vivia na costa central da Colúmbia Britânica no Canadá.